# 国家社会主義者世界連合
国家社会主義者世界連合（英語: The World Union of National Socialists、WUNS）は、1962年に設立された国家社会主義の国際組織である。

## 歴史

### 形成
この運動は、アメリカ・ナチ党指導者のジョージ・リンカーン・ロックウェルがイギリスを訪れ、国家社会主義運動主席のコリン・ジョーダンと会い、複数の運動の間を国際的な連結の開発に向けて両者が活動する事に合意した。このことは、アメリカ合衆国、イギリス、そしてフランス（サヴィトリー・デヴィ）、西ドイツ（ブルーノ・ルトケBruno Ludtke）、オーストリア、ベルギーから集まったネオナチによって署名された1962年のコッツウォールド宣言となった。その後の10年以内に、アルゼンチン、オーストラリア、チリ、アイルランド、日本などの国からのメンバーも参加した。

### 精神
1967年にロックウェルが暗殺された後、WUNSの統率はマティアス・コールに引き継がれ、彼はデンマークのネオナチのPovl Riis-Knudsen（en）を書記に指名してグループの影響力の拡大を試みた。しかしコールは、国家社会主義はまた宗教に仕えなければならないと主張して分裂が始まり、彼はWUSNを脱退して彼独自の神秘主義を率いた。ジョーダンの再活性化の努力にもかかわらず、この精神は根本的にWUNSを弱体化させ、その影響力を大きく減少させた。2009年4月9日にジョーダンの死後、WUNSの指導者は再びコールに戻った。

## 参加集団
多くの集団が WUNS のメンバーとなるか、連絡を受け入れた。

## 現メンバー
このグループは現在、少数派の運動のメンバーの加入を訴えており、その多くはインターネット上のみである。WUNS は以下がメンバーと主張している。（国名の英語アルファベット順）
- ボリビア - 愛国行動戦線（Frente de Accion Patriota）
- ブルガリア - 大サルマタイ団（The Great Sarmatian Brotherhood）
- カナダ - カナダ国家社会主義党（英語版）
- チリ - チリ労働者国家社会主義運動（Movimiento Nacional Socialista de los Trabajadores Chilenos）、Movimiento Gancho del Lobo, IMNS, Troops of Tomorrow Chile Division
- コスタリカ - コスタリカ国家社会主義イデオロギー抵抗運動（Resistencia Ideologica Nacional Socialista de Costa Rica）
- フィンランド - フィンランド国家社会主義労働者党（Suomen Kansallissosialistinen Työväenpuolue）
- エストニア - エストラント88（Estland88）
- フランス - フランス国家社会主義運動（Mouvement National-Socialiste Français）、フェニクス（PHENIX）
- ギリシャ - ヨーロッパ民族主義とギリシャ民族主義（European Nationalism and Hellenic Nationalism）
- グアテマラ - グアテマラ国会社会主義戦線（Frente Nacional Socialista de Guatemala）
- イラン - イラン国家社会主義労働者党（Hezb-e Nasional Sosialist-e Kargaran-e Iran）
- イタリア - 前衛政治共同体（Comunità politica di Avanguardia）、ファシズム・自由運動
- 日本 - 国家社会主義日本労働者党
- メキシコ - メキシコ国家社会主義党（Mexico National-Socialist Party）、黒い太陽（Sol Negro）、国家協和主義連合（英語版）
- ノルウェー - ノルウェー国家社会主義運動（英語版）
- ペルー - 第三の国家社会主義（Tercios Nacional Socialistas）目覚めよペルー国家社会主義運動（National Socialist Movement Awake Peru）
- ルーマニア - ルーマニア国民前衛（Romanian National Vanguard）、第14戦線ルーマニア（Front 14 Romania）、最後の勝利（Victoria Finală）
- ロシアおよびベラルーシ - ロシア国民の結束（英語版）、スラヴ連合（英語版）
- セルビア - ラソナリスティ・セルビア（Rasonalisti Serbia）、セルビアの行動（英語版）
- スペイン - 民族連合（英語版）、スペインの新秩序（NuevOrden España）
- スウェーデン - 国家社会主義運動ノルド・スカンディナヴィア団（National Socialist Movement Nordic-Scandinavia Unit）、スウェーデン国民同盟（英語版）
- ウクライナ - 自由ウクライナファランヘ国民同盟（National Alliance for Freedom Ukrainian Falange）、ウクライナ・ファランヘ・ブロック（Ukrainian Falange Block）
- イギリス - 11月9日社会（英語版）、イギリス自由軍団（British Free Corps）、イギリス人民党（英語版）
- アメリカ合衆国 - 国家社会主義運動、最終的解決88（Final Solution 88）
- トルコ - 国家社会主義運動（National Socialist Movement）、最終的解決2016（Final Solution 2016）
- ベネズエラ - ベネズエラ国家社会主義党（Partido NS Venezolano）

## 参照
1. ↑   Black Sun: Aryan Cults, Esoteric Nazism, and the Politics of Identity. New York University Press. (2003). p. 88. ISBN 0814731554. OCLC 47665567
2. ↑  Jeffrey Kaplan, Encyclopedia of White Power, 2000, pp. 94-95